# Alfonsina Storni
 (avril 2020).
Si vous disposez d'ouvrages ou d'articles de référence ou si vous connaissez des sites web de qualité traitant du thème abordé ici, merci de compléter l'article en donnant les références utiles à sa vérifiabilité et en les liant à la section « Notes et références ».
Alfonsina Storni Martignoni est une intellectuelle, journaliste et poétesse du postmodernisme argentin née le 22 mai 1892 à Capriasca (canton suisse du Tessin) et morte le 25 octobre 1938, playa de La Perla, Mar del Plata en Argentine.

## Biographie

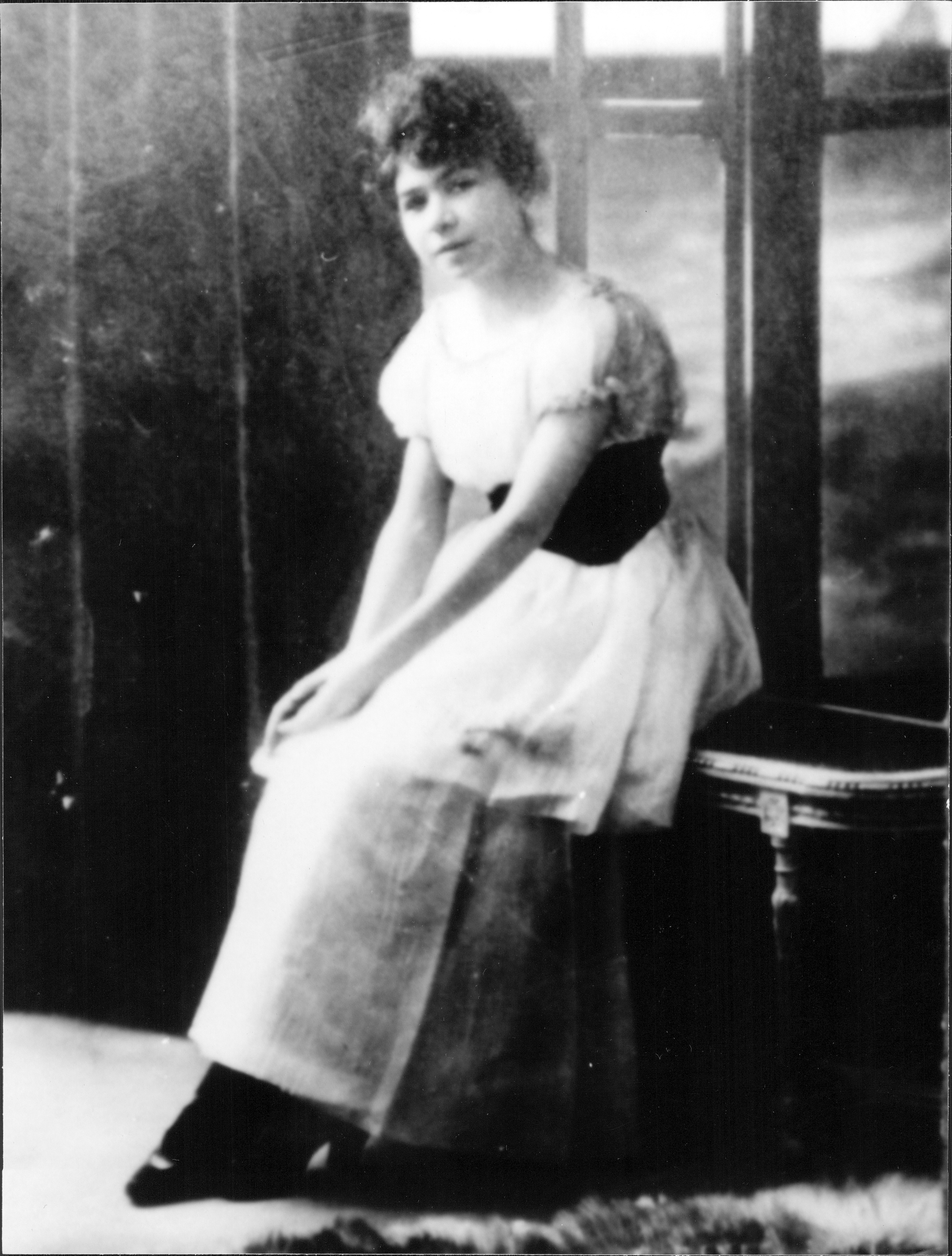
Alfonsina Storni, 1916.

Née dans le petit village de Sala Capriasca dans le Tessin, Alfonsina Storni est la fille d'un industriel-brasseur argentin ; elle arrive avec ses parents à l'âge de quatre ans en Argentine.
Elle devient comédienne et autrice et, à vingt-quatre ans, publie un premier recueil Écrits pour ne pas mourir.
Souvent définie comme féministe au pays du machisme, elle est à la fois institutrice pour enfants déficients, égérie des bibliothèques populaires du Parti socialiste de Buenos Aires et journaliste. Entre 1919 et 1921, elle tient une chronique dans la revue La Nota, qu'elle signe de son nom, puis dans le supplément féminin de La Nación de  Buenos Aires, qu'elle signe du pseudonyme Tao Lao. Ces articles ont été réunis en 1998 sous le titre Nosotras... y la piel et traduits en français sous le titre La femme, ennemie de la femme (Editions Toute Latitude, 2024). Au fil de ces textes, elle détourne progressivement l'esprit de sa chronique pour en faire une tribune féministe qui dénonce la condition de dépendance vis à vis des hommes qui est celle des femmes dans la société argentine. Elle s'inscrit ainsi avec Gabriela Mistral et Victoria Ocampo au premier rang du féminisme latino-américain. Dès 1920, elle côtoie Jorge Luis Borges, Luigi Pirandello, Filippo Tommaso Marinetti, rencontre Federico García Lorca.
La poésie de la dame brune se voile d'une douce et terrible noirceur, jusqu'à se laisser presque toute envahir par deux images incessantes : la mer et la mort, la mort et la mer, leitmotiv d'une inondation lente et inexorable des flots noirs, de Frente al mar (1919) à Un cementerio que mira al mar (1920), ou encore Alta mar (1934), et jusqu'au rêve prémonitoire Moi au fond de la Mer.
C'est ainsi d'ailleurs, qu'atteinte d'un cancer du sein, Alfonsina Storni s'installe, pour la dernière fois, dans un hôtel de Mar del Plata en octobre 1938 et se suicide comme dans ses poèmes.

Durant sa vie elle a également entretenu des rapports avec des grands écrivains sud-américains parmi lesquels Horacio Quiroga, Uruguayen établi en Argentine, avec lequel elle aurait entretenu une relation ambiguë entre affinité intellectuelle et passion, et le jeune poète Francisco López Merino, originaire de la ville de La Plata. Ils s'étaient connus dans le vestibule d'un hôtel dans la ville côtière de Mar del Plata durant une célébration littéraire : après un commentaire de Merino sur la journée pluvieuse, elle répliqua : 

« Oui, oui, mais idéale pour rester entre deux draps, avec quelqu'un comme vous, par exemple. »

## Alfonsina y el mar
Son suicide inspira la chanson Alfonsina y el mar, de Ariel Ramírez et Félix Luna, qui est interprétée par de nombreux musiciens et chanteurs dont notamment Mercedes Sosa, Nana Mouskouri, Miguel Bosé, Violeta Parra, Andrés Calamaro, Diego el Cigala et José Carreras.

## Œuvre

### Poésie
- 1916 : La inquietud del rosal
- 1918 : El dulce daño

Le doux mal, traduit de l'espagnol et présenté par Monique-Marie Ihry, Capestang, Cap de l'Étang éditions, 2020   (ISBN 978 2 37613 045 1)
- 1919 : Irremediablemente
- 1920 : Languidez[1]

Langueur, traduit de l'espagnol et présenté par Monique-Marie Ihry, Capestang, Cap de l'Étang éditions, 2019  (ISBN 978 2 37613 041 3).
- 1925 : Ocre
- 1926 : Poemas de amor Poèmes d'amour, traduit de l'espagnol et présenté par Monique-Marie Ihry, Capestang, Cap de l'Étang éditions, 2019  (ISBN 978-2-37613-039-0)[3].
- 1934 : Mundo de siete pozos
- 1938 : Mascarilla y trébol
- 1938 : Antología poética
- 1968 : Poesías completas[1]

### Théâtre
- 1927 : El amo del mundo: comédie en trois actes
- 1932 : Dos farsas pirotécnicas

### Essais
- 1998 : Nosotras y la piel: sélection de plusieurs essais

### Traductions
- Poésies choisies et inédites, traduction et préface de Monique-Marie Ihry, Cap de l’Étang Éditions, Capestang, France, 2021,  (ISBN 978-2-37613-061-1)
- La femme, ennemie de la femme, traduction et présentation de Laurent Tranier, Éditions Toute Latitude, France, 2024,  (ISBN 978-2-35282-060-4)